# Conus submarginatus
Conus submarginatus é uma espécie de gastrópode do gênero Conus, pertencente a família Conidae.